# 電影海報

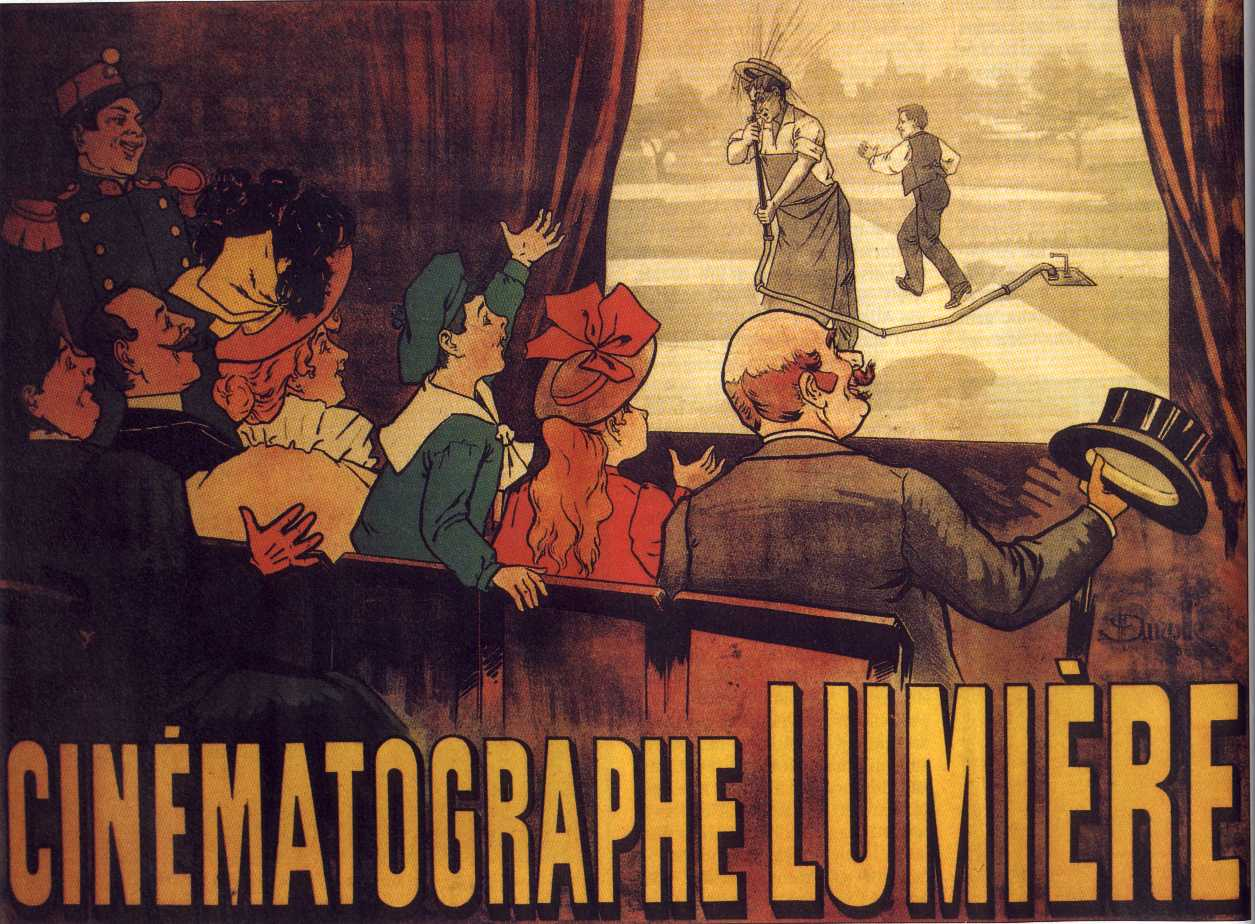
1895年，卢米埃尔兄弟替水浇园丁創作了世界上第一張電影海報

电影海报是人們為宣傳即將上映的電影而製作的海報，主要目的是吸引观众到电影院看电影。電影海报上经常印有電影主要演员的肖像、名字以及电影名称。电影海报经常张贴在电影院内外。目前已知的最早的電影海報是人們為水浇园丁設計的海報。 